# Zabu (X-Men)
Pour les articles homonymes, voir Zabu.
Zabu est un smilodon de fiction appartenant à l'univers Marvel de la maison d'édition Marvel Comics. Créé par le scénariste Stan Lee et le dessinateur Jack Kirby, le personnage de fiction apparaît pour la première fois dans le comic book X-Men #10 de mars 1965.

## Historique de publication

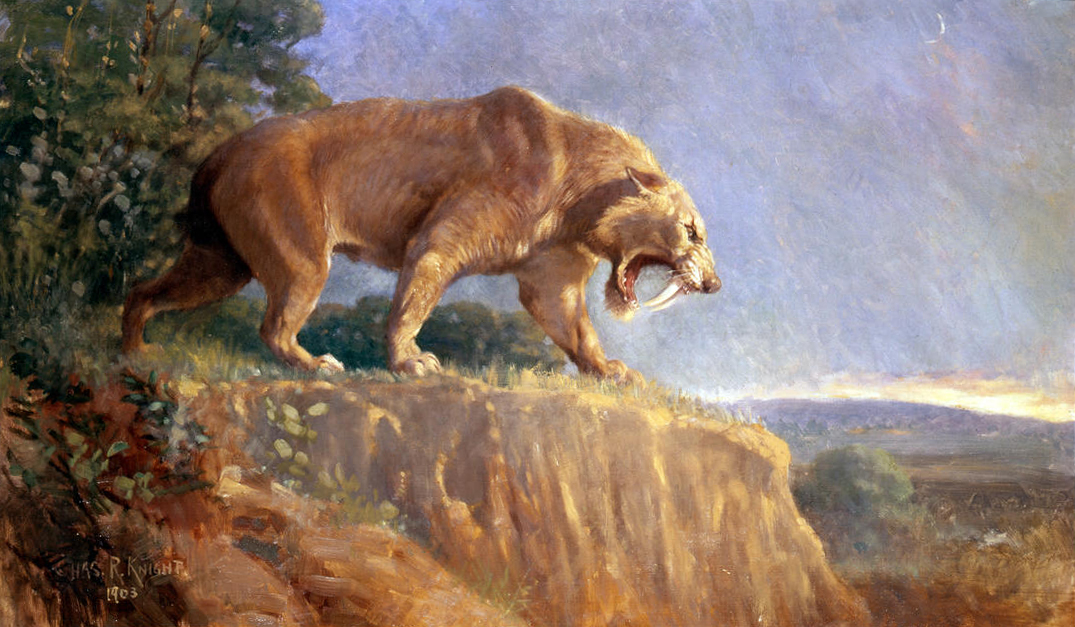
Zabu est un smilodon. Peinture de l'animal disparu par Charles R. Knight.

Dans Lockjaw & the Pet Avengers de 2009, le scénariste Chris Eliopoulos sélectionne Zabu pour faire partie de l'équipe d'animaux super-héros que le chien de la famille royale des inhumains Gueule d'or rassemble. Dans une interview, il explique le rôle de chaque animal dans l'équipe « Zabu est le combattant. Il correspond à l'action. Alors que Gueule d'or peut être prudent, Zabu est prêt à sauter dans l'action au moindre signal. »,.
En 2010, Zabu retrouve ses alliés animaux dans la série Tails of the Pet Avengers. En 2011, il est présent dans les mini-séries en cinq numéros Skaar: King Of The Savage Land et Ka-Zar,.

## Biographie du personnage
Zabu est né dans la Terre Sauvage. Durant son enfance, toute sa famille mourut chassée par des chasseurs Humains primitifs. Il erre seul dans la jungle de la Terre Sauvage jusqu'à ce qu'il soit recueilli par une famille de loups. C'est aussi à cette époque qu'il rencontra une femelle de son espèce qui deviendra plus tard sa compagne. Après avoir quitté sa famille d'adoption, le Smilodon apprend à vivre seul et croise la route de Ka-Zar dont il devient le compagnon.

## Pouvoirs et capacités
Zabu est un animal intelligent. Son espérance de vie a augmenté à la suite d'un contact avec le gaz du Domaine des Brumes.